# Thomas Lee (cầu thủ bóng đá)
Thomas Lee (sinh năm 1876) là một cầu thủ bóng đá chuyên nghiệp người Anh thi đấu ở vị trí tiền vệ cho Sunderland.